# Apochrysa matsumurae
Apochrysa matsumurae är en insektsart som beskrevs av Okamoto 1912. Apochrysa matsumurae ingår i släktet Apochrysa och familjen guldögonsländor. Inga underarter finns listade i Catalogue of Life.